# منظمة الدول الأمريكية
منظمة الدول الأمريكية (بالإسبانية: Organización de los Estados Americanos، بالبرتغالية: Organização dos Estados Americanos، بالفرنسية: Organisation des États américains)، أو OAS أو OAE، هي منظمة قارية تأسست في 30 إبريل 1948، لأغراض التضامن والتعاون بين دولها الأعضاء ضمن نصف الأرض الغربي. كان هذا يعني خلال الحرب الباردة معارضة اليسارية كتأثير أوروبي؛ منذ تسعينيات القرن العشرين، ركزت المنظمة على مراقبة الانتخابات. كان مقرها الرئيسي في واشنطن عاصمة الولايات المتحدة، وأعضاء منظمة الدول الأمريكية هم الـ 35 ولاية المستقلة في الأمريكيتين.
لويس ألماغرو هو الأمين العام لمنظمة الدول الأمريكية منذ 26 مايو 2015.

## التاريخ

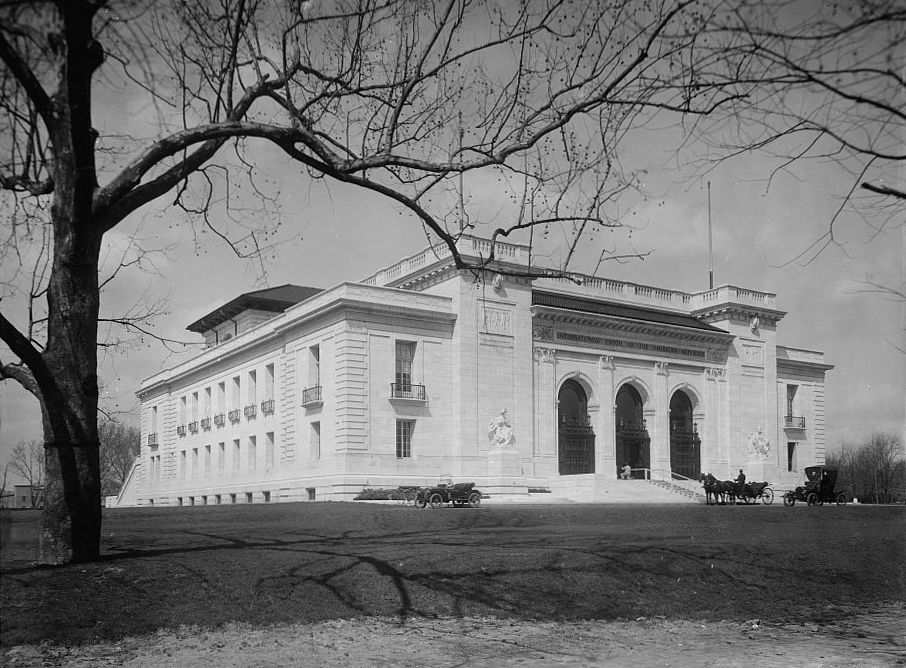
مبنى اتحاد عموم أمريكا بعد وقت قصير من بنائه في عام 1910

طُرحت فكرة الاتحاد الدولي في العالم الجديد لأول مرة خلال تحرير الأمريكيتين من قبل خوسيه دي سان مارتن وسايمون بوليفار الذي اقترح في مؤتمر بنما لعام 1826 (كانت لا تزال جزءًا من كولومبيا) تكوين تحالف من الجمهوريات الأمريكية، مع ميثاقٍ دفاعي مشترك وجيش مشترك، واتحاد برلماني فوق وطني. حضر هذا الاجتماع ممثلون عن كولومبيا الكبرى (التي كانت تتألف من البلدان المعروفة اليوم باسم كولومبيا، إكوادور، بنما وفنزويلا)، الأرجنتين، بيرو، بوليفّيا، جمهورية أمريكا الوسطى الاتحادية، والمكسيك ولكن صُدِّق في النهاية على اسم كولومبيا الكبرى بدلًا من العنوان الكبير «معاهدة الاتحاد، الرابطة، والتحالف الدائم». وسرعان ما تخبَّط حلم بوليفّار مع الحرب الأهلية في كولومبيا الكبرى، انحلال جمهورية أمريكا الوسطى الإتحادية، وظهور التوقعات الوطنية بدلًا من توقعات العالم الجديد في الجمهوريات الأمريكية المستقلة حديثًا. كان هدف حلم الوحدة الأمريكية لبوليفار هو توحيد البلدان الأمريكية الهسبانية ضد القوى الخارجية.
السعي وراء التضامن الإقليمي والتعاون رجع إلى الواجهة مرة أخرى عامي 1889-1890، في المؤتمر الدولي الأول للدول الأمريكية. اجتمعت 18 دولة في العاصمة واشنطن عازمةً على تأسيس الاتحاد الدولي للجمهوريات الأمريكية، الذي تخدمه أمانة عامة دائمة تُسمى المكتب التجاري للجمهوريات الأمريكية (غُيِّر اسمه ليصبح المكتب التجاري الدولي في المؤتمر الدولي الثاني في العامين 1901-1902). تُمثل هاتان الهيئتان المُتأسستان في 14 إبريل 1890 نقطةَ البداية التي تتتبع فيها منظمة الدول الأمريكية والأمانة العامة أصولهم.
في المؤتمر العالمي الرابع للدول الأمريكية (بوينس إيرس، 1910)، غُّير اسم المنظمة إلى اتحاد الجمهوريات الأمريكية وأصبح اسم المكتب اتحاد البلدان الأمريكية. بُنيت بناية اتحاد البلدان الأمريكية عام 1910 في شارع كونستتوشن، نورثويست، العاصمة واشنطن.
نظَّم الرئيس الأمريكي فرانكلين ديلانو روزفيلت في منتصف ثلاثينيات القرن العشرين مؤتمرًا للبلدان الأمريكية في بوينس آيرس. كانت إحدى الفقرات في المؤتمر هي «عصبة الأمم للأمريكيتين»، وهي فكرة اقترحت من قبل كولومبيا، غواتيمالا، وجمهورية الدومينيكان. تعهد 21 بلدٍ أمريكي بالبقاء حياديين في حالة الصراع بين أي بلدين، وذلك في المؤتمر اللاحق للبلدان الأمريكية للحفاظ على السلام. أقنعت الحرب العالمية الثانية حكومات النصف الغربي من الأرض بأن العمل من جانب واحد لا يمكنه ضمان السلامة الإقليمية للدول الأمريكية في حالة اعتداء خارجي. لمواجهة تحديات الصراع العالمي في عالم ما بعد الحرب واحتواء الصراعات داخل نصف الأرض الغربي، فقد قاموا بتبني نظام الأمن المشترك، معاهدة البلدان الأمريكية للمساعدة المتبادلة (معاهدة ريو) الموقعة عام 1947 في ريو دي جانيرو.
عُقد المؤتمر العالمي التاسع للبلدان الأمريكية في بوغوتا بين شهري مارس ومايو عام 1948 بقيادة وزير خارجية الولايات المتحدة جورج مارشال، وقاد الاجتماع إلى تعهد الأعضاء بمحاربة الشيوعية في الجانب الغربي من الأرض. كان هذا هو الحدث الذي شهد ولادة منظمة الدول الأمريكية كما هي اليوم، بتوقيع 21 دولة أمريكية على ميثاق منظمة الدول الأمريكية في 30 إبريل 1948 (دخل حيز التنفيذ منذ ديسمبر 1951). وتبنى الاجتماع أيضًا الإعلان الأمريكي لحقوق وواجبات الإنسان، وهو أول أداة عالمية لحقوق الإنسان.
كان التحول من اتحاد الدول الأمريكية إلى منظمة الدول الأمريكية ليكون سلسًا لو إن اغتيال الزعيم الكولومبي خورخي إليزيه جايتان لم يحدث. أصبح المدير العام لخورخي أليراس ألماغرو أول أمين عام للمنظمة. الأمين العام الحالي هو وزير خارجية أوروغواي السابق لويس ألماغرو.
تشمل الأحداث البارزة في تاريخ منظمة الدول الأمريكية منذ توقيع الميثاق ما يلي:
- 1959: إنشاء لجنة الدول الأمريكية لحقوق الإنسان.
- 1959: إنشاء مصرف التنمية للبلدان الأمريكية.
- 1960: طُبقت أول معاهدة البلدان الأمريكية للمساعدة المتبادلة ضد نظام رافائيل تروجيلو في جمهورية الدومينيكان.
- 1961: وُقع ميثاق بونتا ديل ايستي، والذي أطلق التحالف للتقدم.
- 1962: علقت منظمة الدول الأمريكية كوبا.
- 1969: وُقعت الاتفاقية الأمريكية لحقوق الإنسان (دخلت حيز التنفيذ منذ 1978).
- 1970: تأسست الجمعية العامة لمنظمة الدول الأمريكية كالهيئة العليا لصنع القرار في المنظمة.
- 1979: أُنشأت محكمة الدول الأمريكية لحقوق الإنسان.
- 1991: تبني الحل، والذي يتطلَّب من الأمين العام عقد المجلس الدائم خلال فترة عشرة أيام من حدوث انقلاب في أي بلد عضو.
- 1994: عُقد أول مؤتمر قمة للأمريكيتين (ميامي)، والذي قرر إنشاء منطقة تجارة حرة للأميركتين بحلول عام 2005.
- 2001: تم تبني الميثاق الديمقراطي للدول الأمريكية.
- 2009: سحبت منظمة الدول الأمريكية التعليق عن كوبا لعام 1962.
- 2009: علقت منظمة الدول الأمريكية الهندوراس بسبب الانقلاب الذي تسبب بخلق الرئيس مانويل زيلايا.
- 2011: سحبت منظمة الدول الأمريكية التعليق عن الهندوراس مع عودة مانويل زيلايا من المنفى.
- 2017: تعلن فنزويلا أنها ستبدأ عملية مغادرة منظمة الدول الأمريكية رداً على ما زعمت أنه تدخل منظمة الدول الأمريكية في أزمة فنزويلا السياسية.

## الأهداف والغاية
على حد تعبير المادة 1 من الميثاق، كان هدف البلدان الأعضاء من إنشاء منظمة الدول الأمريكية «تحقيق نظام سلام وعدالة، لتعزيز تضامنهم، وتعزيز تعاونهم، والدفاع عن سيادتهم، وسلامتهم الإقليمية، واستقلالهم.» من ثم تُعرِّف المادة الثانية ثمانية غاياتٍ أساسية:
- تقوية السلام والأمن في القارة
- تعزيز وتوطيد الديمقراطية التمثيلية، مع الاحترام الواجب لمبدأ عدم التدخل.
- منع الأسباب المحتملة للصعوبات لضمان التسوية السلمية للنزاعات التي قد تحدث بين الدول الأعضاء
- العمل المشترك من جانب تلك الدول في حالة العدوان.
- السعي إلى حل المشكلات السياسية والقضائية والاقتصادية التي قد تنشأ بينهم.
- تعزيز تنميتهم الاقتصادية، الاجتماعية، والثقافية عن طريق العمل التعاوني.
- القضاء على الفقر الشديد، والذي يشكل عقبة في طريق التنمية الديمقراطية الكاملة لسكان هذا الجانب من الأرض.
- وضع قيود مؤثرة على الأسلحة التقليدية مما سيجعل من الممكن تكريس أكبر كمية من الموارد للتنمية الاقتصادية والاجتماعية للدول الأعضاء.

## الأعضاء
الدول الأعضاء مع تاريخ الانضمام:
- الأرجنتين (1948)
- بوليفيا (1948)
- البرازيل (1948)
- تشيلي (1948)
- كوستاريكا (1948)
- جمهورية الدومينيكان (1948)
- الإكوادور (1948)
- إلسالفادور (1948)
- غواتيمالا (1948)
- هايتي (1948)
- هندوراس (1948)
- كولومبيا (1948)
- كوبا (1948), suspendiert
- المكسيك (1948)
- نيكاراغوا (1948)
- بنما (1948)
- باراغواي (1948)
- بيرو (1948)
- الأوروغواي (1948)
- فنزويلا (1948)
- الولايات المتحدة (1948)
- باربادوس (1967)
- ترينيداد وتوباغو (1967)
- جامايكا (1969)
- غرينادا (1975)
- سورينام (1977)
- دومينيكا (1979)
- سانت لوسيا (1979)
- أنتيغوا وباربودا (1981)
- سانت فينسنت والغرينادين (1981)
- جزر البهاما (1982)
- سانت كيتس ونيفيس (1984)
- كندا (1990)
- بليز (1991)
- غيانا (1991)

## وصلات خارجية
- الموقع الرسمي